# Sail Amsterdam 2005

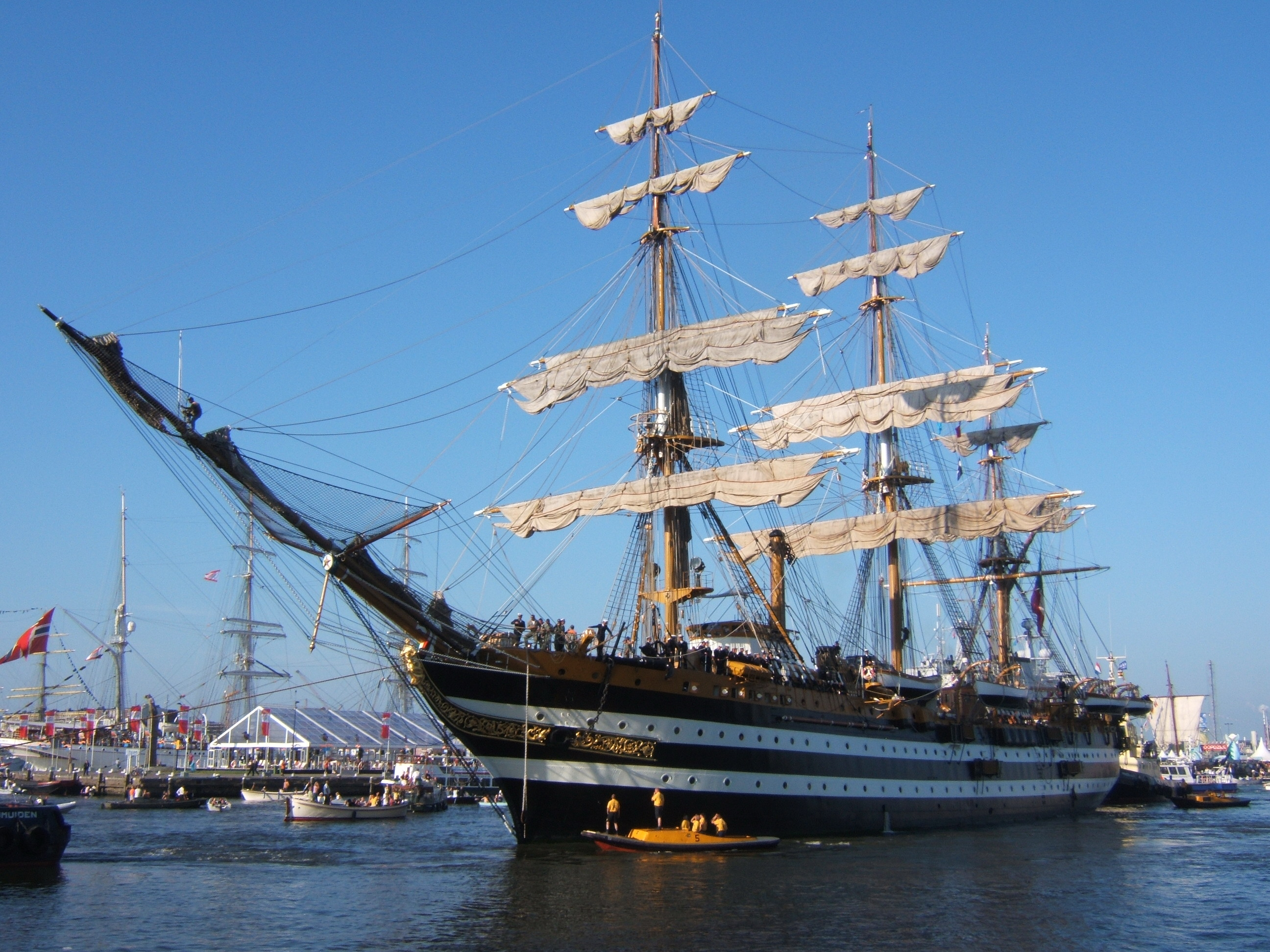
De Amerigo Vespucci op Sail 2005

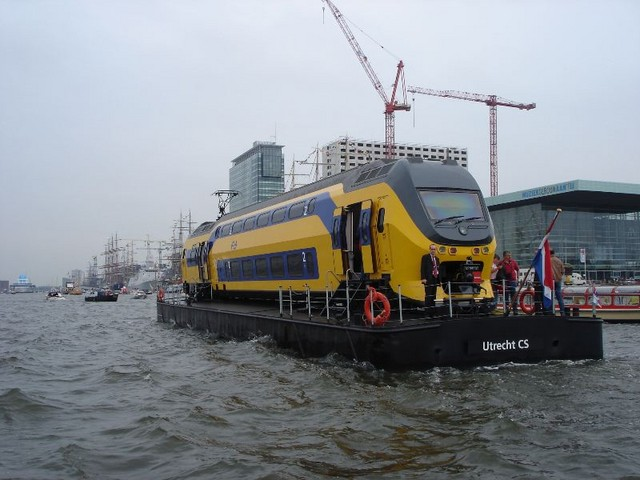
De SailTrain

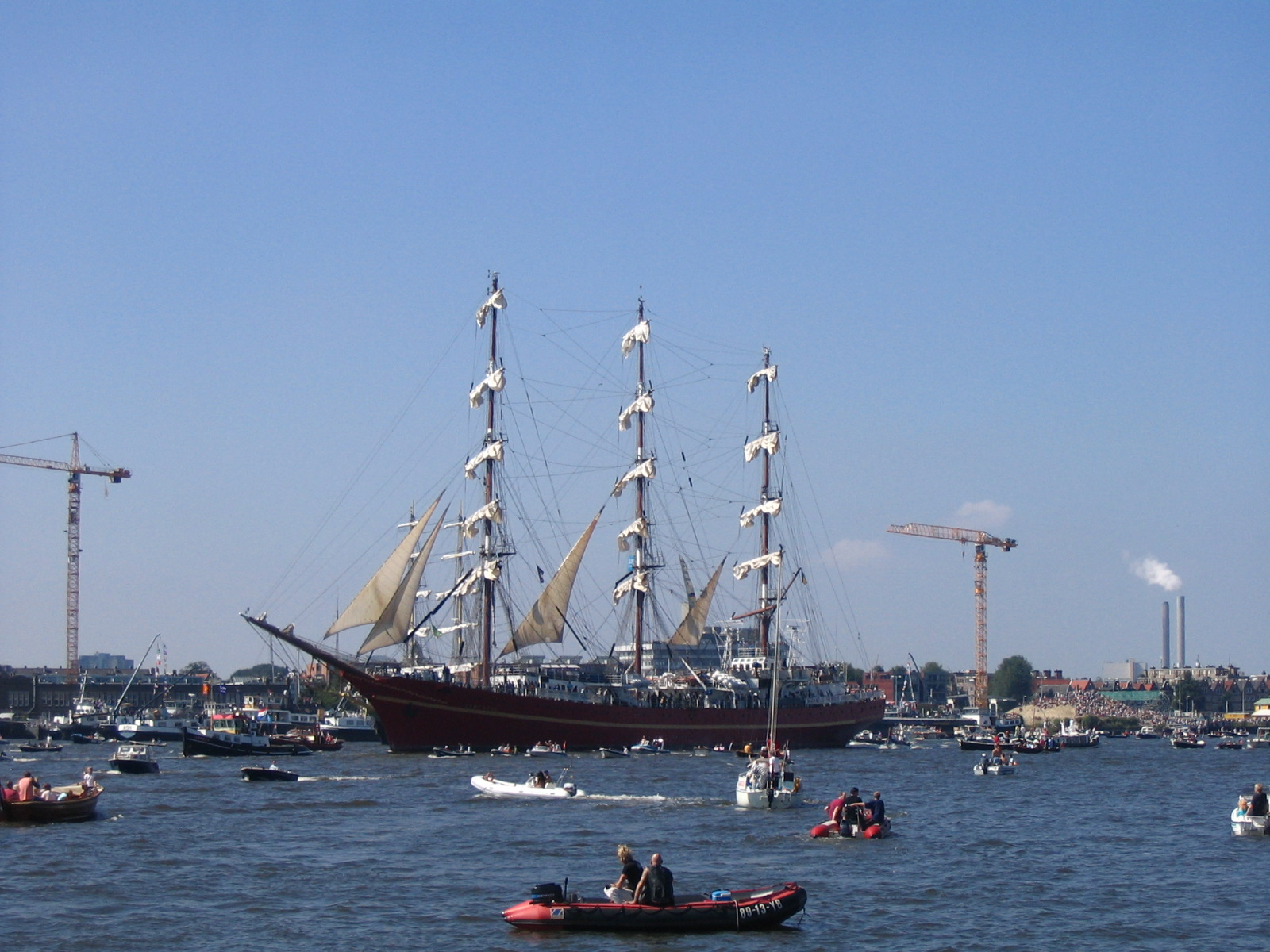
Drukte op het water tijdens de Sail-in van 2005

Sail Amsterdam werd in 2005 van 17 tot en met 22 augustus voor de zevende keer gehouden in de Amsterdamse IJhaven en het Oostelijk Havengebied. Er kwamen 21 tallships en 600 historische zeil-, stoom- en motorboten naar het Amsterdamse IJ. Verder namen replica's, "varend erfgoed" en marineschepen deel.
De manifestatie werd traditioneel afgesloten met een grote vlootschouw op de voorlaatste dag, met als admiraalsschip de Groene Draeck van H.M. Koningin Beatrix, waarna op de slotdag de "sail out" volgde.
Tijdens de opening op 17 augustus 2005, raakte het vlaggenschip, de klipper Stad Amsterdam met Prins Willem-Alexander aan het roer, korte tijd aan de grond in het Noordzeekanaal, waardoor de intocht iets werd vertraagd. Onder de deelnemende schepen bevond zich de Kruzenshtern. De Sedov arriveerde op 19 augustus. Andere bekende tallships waren de Amerigo Vespucci, Khersones, Dar Mlydzydza, Podgoria, Statsraad Lehmkuhl, Eendracht, Europa en Oosterschelde.
Tijdens het evenement werd door NS een varende trein ingezet, de SailTrain. De SailTrain bestaande uit een treinstel op een veerboot voerde een dienstregeling uit tussen station Amsterdam Centraal en het tijdelijke 'station' Amsterdam-Javakade in het Oostelijk Havengebied.
Voor het doorlaten van de schepen waren twee demontabele delen uit het midden van de Jan Schaeferbrug tussen Oostelijke Handelskade en het Javaeiland gedurende een week verwijderd.
De logowedstrijd van Sail Amsterdam 2005 werd gewonnen door Lamouri Merouane, een oud-student van Het Grafisch Lyceum Amsterdam. Hij komt oorspronkelijk uit Algerije (Algiers). Zijn logo werd uiteindelijk uitgekozen en gebruikt voor het hele evenement.
1975 · 1980 · 1985 · 1990 · 1995 · 2000 · 2005 · 2010 · 2015